# Rodolfo Emilio Brignole Sale

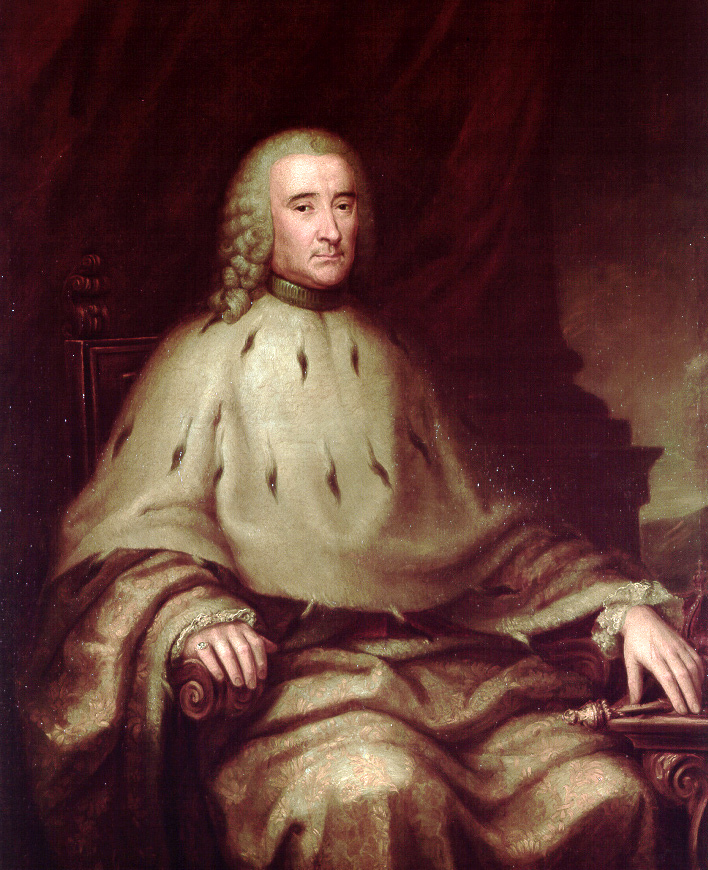
Rodolfo Emilio Brignole Sale auf einem Gemälde von Giovanni Battista Chiappe

Rodolfo Emilio Brignole Sale, Marchese von Groppoli (* 27. Juni 1708 in Genua; † 18. April 1774 ebendort) war der 167. Doge der Republik Genua. Er entstammt dem Genuesischen Adelsgeschlecht Brignole-Sale.

## Leben

Adelswappen der Familie Brignole

### Anfangsjahre
Als jüngster Sohn von Anton Giulio Brignole Sale und Isabella Brignole wurde er am 27. Juni 1708 in Genua geboren. Es ist nicht bekannt, ob Rodolfo Brignole Sale wie sein älterer Bruder Giovanni Francesco (Doge 1746–1748) das Convitto Tolomei in Siena besucht hat, aber er interessierte sich in jedem Fallw für Literatur und Kunst: Unter dem Namen Aureno war er ein Arkadier der Ligurischen Kolonie. Im Jahr 1739 bekleidete er sein erstes wichtiges öffentliches Amt als Gemeindevorsteher.
Im darauffolgenden Jahr reiste er nach Wien an den Hof von Erzherzogin Maria Theresia von Österreich, um einen wichtigen Botschafterposten für die Republik Genua zu übernehmen. Es handelte sich dabei um die Aushandlung beziehungsweise um die Garantie der österreichischen Seite für die absolute Unterstützung der genuesischen Sache auf Korsika, einer Kolonie, die zwischen Straßenkämpfen und französischen Garnisonen in Schwierigkeiten war. Der Botschafter Rodolfo Brignole Sale wurde am 8. Juni 1740 empfangen und befand sich im folgenden Jahr in Bratislava, wohin der Wiener Hof infolge des Erbfolgekriegs verlegt worden war.
1742 kehrte er nach Genua zurück, wo er bis 1745 erneut das Amt des Gemeindevorstehers innehatte. In diesen Jahren war er auch Mitglied des Kleinen Rates der Republik, wo er aktiv an den Sitzungen teilnahm und stets die von seinem Bruder Giovanni Francesco diktierten und vorgeschlagenen Linien unterstützte, wobei letzterer ein Führer und Mentor im politischen Leben seines jüngeren Bruders Rodolfo war. Während der entscheidenden Phasen, die zur Besetzung Genuas durch die Österreicher führten – im Herbst und Winter 1746 – musste sich der adlige Markgraf von Groppoli nach Lucca begeben, um eine Herpesinfektion auszukurieren. Auch danach hielt er sich nicht in der genuesischen Hauptstadt auf, sondern kümmerte sich um seine wirtschaftlichen Interessen in Frankreich und sein riesiges Vermögen.
Von 1750 bis 1762 bekleidete er verschiedene öffentlichen Ämter. Im Dezember 1750 wurde er zum Prokurator ernannt; 1754 und 1765 war er zweimal Gouverneur der Republik und im gleichen Zeitraum Mitglied des Magistrats der neuen Befestigungsanlagen und der Gerichtsbarkeit; viermal Senator der Republik; Staatsinquisitor und Oberster Syndikus.
Im Jahr 1760, nach dem Tod seines Bruders Giovanni Francesco, erbte Rodolfo Brignole Sale – in Ermangelung direkter Nachkommen nach dem Tod der beiden einzigen Söhne seines Bruders –, einen großen Teil des beträchtlichen Geld- und Immobilienvermögens. Dies löste einen langen Rechtsstreit mit seinem anderen lebenden Bruder Giuseppe Maria aus. Zu den von seinem Bruder angefochtenen Besitztümern gehörte auch die historische Residenz der Brignole Sale, der Palazzo Ridolfo e Giovanni Francesco Brignole Sale (Palazzo Rosso) in der Strada Nuova, eine Residenz, die Rodolfo mit Hilfe einer Eskorte bewaffneter Männer bei der Verlesung des ersten positiven Urteils des Zivilgerichts in Beschlag nahm und die er auch dann nicht aufgab (er verbarrikadierte sich fast darin), als der Senat vorübergehend Eigentümer des Palastes wurde (der später durch ein zweites Gerichtsurteil erneut und endgültig an Rodolfo Brignole Sale abgetreten wurde).
Trotz dieser Zäsur, die zweifellos einen Schatten auf die Person des adligen Marchese warf, stimmten die Mitglieder des Großen Rates am 25. November 1762 für seine Ernennung zum Dogen: die 122. in zweijähriger Folge und die 167. in der Geschichte der Republik.

### Dogeat und letzte Jahre
Das Mandat des Dogen Rodolfo Brignole Sale, der am 16. April 1763 in einer feierlichen Zeremonie in der Kathedrale von Genua offiziell gekrönt wurde, genehmigte die erste Einrichtung kostenloser Schulen für die ärmsten Kinder der Stadt, deren Erziehung den Priestern anvertraut wurde. Er sanktionierte auch das Verbot von Vermächtnissen von Gebäuden an religiöse Körperschaften und veranlasste die Entfernung des Servitenordens aus dem genuesischen Gebiet, nachdem der Generalobere ohne Genehmigung der genuesischen Behörden die Insel Korsika besucht hatte.
Am Ende der zweijährigen Amtszeit des Dogen, am 25. November 1764, kehrte Rodolfo Brignole Sale in seinen Palast im Stadtzentrum zurück. Er diente dem Staat weiterhin als Leiter des Kriegsmagistrats und als Leiter des Magistrats der Staatsinquisitoren; zwischen 1768 und 1774 gehörte er mehrmals dem Grenzrat an und schließlich gehörte er 1767 und 1773 zu den Beschützern der jüdischen Nation.
Infolge eines plötzlichen Schlaganfalls starb er am 18. April 1774 in Genua und wurde in der Kapelle der Familie Brignole Sale in der Kirche Santa Maria di Castello beigesetzt.

## Privatleben
Er heiratete Pellina Lomellini, genannt „Pellinetta“, Tochter von Giovanni Domenico Lomellini und Emelia Pallavicini, beide Mitglieder bedeutender Familien des genuesischen Adels. Pellina und Rodolfo hatten einen einzigen Sohn, Anton Giulio III. Brignole Sale, nach seinem Vater der neunte Markgraf von Groppoli.
Er war der Onkel der Maria Caterina Brignole Sale, die per Heirat von 1757 bis zu ihrer Scheidung 1770 zeitweilig Fürstin von Monaco war.